# Regeringen Ingman I
Regeringen Ingman I var det självständiga Finlands tredje regering och den första som kallades Statsrådet i stället för den tidigare benämningen Senaten för Finland. Ministären regerade från 27 november 1918 till 17 april 1919. De finländska regeringsledamöterna hade tidigare kallats senatorer men från och med 1918 började de kallas ministrar. I Lauri Ingmans ministär var utrikesministern och krigsministern opolitiska fackministrar. I regeringen ingick ursprungligen Finska partiet, Ungfinska partiet och Svenska folkpartiet. De två förstnämnda partierna splittrades på grund av tvisten om Finlands statsskick. Den monarkistiska minoriteten inom Ungfinska partiet gick samman med huvuddelen av medlemmarna i det konservativa Finska partiet för att grunda Samlingspartiet den 8 december 1918. Anhängarna av republiken bland Finska partiets medlemmar gick över till den liberala sidan som lade ner Ungfinska partiet och grundade Framstegspartiet ävenledes den 8 december 1918. Kyrko- och undervisningsminister Mikael Soininen hörde till de republikanska medlemmar av Finska partiet som var med om att grunda Framstegspartiet. Pehr Evind Svinhufvud, som var statschef i egenskap av riksföreståndare fram till 12 december 1918, hörde däremot till de monarkistiska medlemmar av Ungfinska partiet som gick över till Samlingspartiet även om han inte var någon övertygad rojalist utan stödde monarkin i första hand av strategiska skäl.
| Minister                                                                  | Ämbetsperiod                   | Parti                              |
| ------------------------------------------------------------------------- | ------------------------------ | ---------------------------------- |
| Statsminister Lauri Ingman                                                | 27 november 1918–17 april 1919 | Finska partiet/Samlingspartiet     |
| Utrikesminister Carl Enckell                                              | 27 november 1918–17 april 1919 | opolitisk                          |
| Biträdande utrikesminister Leo Ehrnrooth                                  | 11 mars 1919–17 april 1919     | Svenska folkpartiet                |
| Justitieminister Karl Söderholm                                           | 27 november 1918–17 april 1919 | Svenska folkpartiet                |
| Inrikesminister Antti Tulenheimo                                          | 27 november 1918–17 april 1919 | Finska partiet/Samlingspartiet     |
| Krigsminister Rudolf Walden                                               | 27 november 1918–17 april 1919 | opolitisk                          |
| Finansminister Kaarlo Castrén                                             | 27 november 1918–17 april 1919 | Ungfinska partiet/Framstegspartiet |
| Biträdande finansminister J.H. Vennola                                    | 27 november 1918–17 april 1919 | Ungfinska partiet/Framstegspartiet |
| Kyrko- och undervisningsminister Mikael Soininen                          | 27 november 1918–17 april 1919 | Finska partiet/Framstegspartiet    |
| Jordbruksminister Uuno Brander                                            | 27 november 1918–17 april 1919 | Ungfinska partiet/Framstegspartiet |
| Minister för kommunikationsväsendet och allmänna arbetena Bernhard Wuolle | 27 november 1918–17 april 1919 | Finska partiet/Samlingspartiet     |
| Handels- och industriminister Julius Stjernvall                           | 27 november 1918–17 april 1919 | Svenska folkpartiet                |
| Socialminister Eero Erkko                                                 | 27 november 1918–17 april 1919 | Ungfinska partiet/Framstegspartiet |
| Livsmedelsminister Karl Johan Mikael Collan                               | 27 november 1918–17 april 1919 | Framstegspartiet                   |

## Regeringens partisammansättning
| Parti                              | 27 november 1918 | 17 april 1919 |
| ---------------------------------- | ---------------- | ------------- |
| Ungfinska partiet/Framstegspartiet | 5                | 6             |
| Finska partiet/Samlingspartiet     | 4                | 3             |
| opolitiska                         | 2                | 2             |
| Svenska folkpartiet                | 2                | 3             |

## Fotnoter
1. ↑  Soininen, Mikael. Finlands nationalbiografi (finska)
2. ↑  Pehr Evind Svinhufvud. Finlands nationalbiografi (engelska)
3. ↑  3. Ingman Arkiverad 14 november 2012 hämtat från the Wayback Machine. Statsrådet (finska)
4. ↑  Lauri Ingman Arkiverad 5 april 2012 hämtat från the Wayback Machine.. Riksdagen (finska)
5. ↑  Antti Tulenheimo Arkiverad 22 september 2012 hämtat från the Wayback Machine.. Riksdagen (finska)
6. ↑  Nuorsuomalainen puolue av Maarit Mäntykenttä och Petteri Mäkinen. Suomi 80(finska)
7. ↑  J.H. Vennola Arkiverad 12 september 2012 hämtat från the Wayback Machine.. Riksdagen (finska)
8. ↑  Mikael Soininen Arkiverad 7 september 2012 hämtat från the Wayback Machine.. Riksdagen (finska)
9. ↑  Uuno Brander Arkiverad 27 september 2012 hämtat från the Wayback Machine.. Riksdagen (finska)
10. ↑  Bernhard Wuolle. Helsingin Rotaryklubi (finska)
11. ↑  Eero Erkko Arkiverad 8 maj 2014 hämtat från the Wayback Machine.. Riksdagen (finska)
12. ↑  Det är oklart om Collan var medlem i Ungfinska partiet innan Framstegspartiet grundades (8 december 1918). Till landshövding hade han tidigare utsetts som både Finska och Ungfinska partiernas gemensamma kandidat. Se Collan-Kollanus sukukokous Pieksämäellä 2009 Arkiverad 7 maj 2016 hämtat från the Wayback Machine. av Antti Linkola (finska)